# Партизанская бригада имени Георгия Бенковского
Партизанская бригада имени Георгия Бенковского (болг. Партизанска бригада „Георги Бенковски“) — подразделение Народно-освободительной повстанческой армии Болгарии, находившееся в ведении 3-й Пазарджикской повстанческой оперативной зоны. Бригада действовала в районе Средна-Горы.

## История
Первая партизанская группа была образована в районе населённого пункта Стрелча летом 1942 года. В октябре 1942 года стали формироваться первые партизанские роты на основе Стрелчанской и Панагюрской партизанских групп. 20 мая 1943 года в Пазарджике Окружной комитет Болгарской рабочей партии постановил образовать единый партизанский отряд, которому было присвоено имя революционера Георгия Бенковского. Командиром отряда был назначен Лука Навуштанов, комиссаром — Цветко Баров.
Отряд действовал в области Панагюрско, а также в районах Пирдопа и Пловдива. В июле 1943 года он объединился для совместных действий с Ихтиманским партизанским отрядом, хотя у обоих отрядов сохранились собственные командования. Они участвовали в акции на вершине горы Буная, а 28 августа 1943 года вступили в бой против сил полиции и жандармерии на Конской поляне, после которого разделились снова на отдельные отряды. Осенью 1943 года отряд имени Бенковского провёл акции в сёлах Душанци и Крыстевич. Перезимовал вместе с ротой имени Бачо Киро партизанского отряда «Чавдар».
Зиму 1943—1944 годов отряд провёл в землянках под вершиной Голям-Богдан, на нынешних охраняемых территориях Барикадите и Фетенци к северу от Панагюриште. 
24 марта 1944 года отряд имени Георгия Бенковского и отряд «Чавдар» заняли на некоторое время город Копривштица.
15 июня 1944 года партизанский отряд по решению штаба 3-й Пазарджикской оперативной зоны НОПА и Окружного комитета Болгарской рабочей партии был преобразован в партизанскую бригаду имени Георгия Бенковского. В состав бригады вошли дружины имени Райны Княгини, Божко Иванова, Тодора Каблешкова и дружина «Польша» (болг. Полска). Командиром бригады был назначен Иван Врачев, комиссаром — Стоян Мичев, начальником штаба — Георгий Момеков.
Летом 1944 года бригада провела 15 акций в районе Панагюриште, Пазарджика и Пловдива, не допустив блокаду полицейскими её основного лагеря.
9 сентября 1944 года бригада участвовала в установлении власти Отечественного фронта в городах Копривштица, Клисура и Панагюриште.